# Issachar Miron
Issachar Miron   (Kutno, 5 de juliol de 1920 - Nova York, 29 de gener de 2015) fou un compositor polonès, d'ètnia jueva.
Nascut Stefan Michrovsky a Kutno, Polònia, va emigrar a Palestina el 1939. La seva família va morir a l'Holocaust. El preuat record de la seva família i els sis milions va alimentar una dedicació de tota la vida a través de la seva música, escrits, poesia i fotografia. Mentre servia a la brigada jueva de l'exèrcit britànic a Palestina, Issachar Miron va compondre Tzena, Tzena, que es va convertir en un èxit mundial i en un himne d'optimisme en els anys posteriors a la guerra d'independència israeliana. Va ser cantat en uns 39 idiomes i va ser interpretat i enregistrat per nombrosos artistes destacats dels Estats Units, inclosos Pete Seeger, Frank Sinatra, Bing Crosby, Nat King Cole, Judy Garland, Dusty Springfield, Connie Francis, Vic Damone, Chubby Checker, els germans Smothers i Arlo Guthrie. La versió enregistrada per Pete Seeger i els Weavers va pujar al cim de la Hit Parade als anys cinquanta.
Miron va exercir com a oficial en cap de programes culturals de les Forces de Defensa israelianes i més tard com a subdirector nacional de música del Ministeri d'Educació i Cultura d'Israel, on es va embarcar en la missió d'unir a través de la música la nova nació. Al número de maig de 1961 de "Reader's Digest", Oscar Schisgall va escriure sobre Issachar Miron i aquest fenomen, afirmant que el poble d'Israel feia servir la música "per donar forma a una nació més harmoniosa". Després de traslladar-se a la ciutat de Nova York a principis dels anys 60, va exercir com a degà del Departament de Música del Seminari de Professors Jueus i com a Director Nacional de Programes Educatius i d’Inspiració Especials per a la Crida Jueva Unida.
Als anys 70, va col·laborar amb Theodore Bikel per organitzar i gravar l'àlbum "Silent No More", que va donar a conèixer la lluita dels jueus soviètics. La seva cançó "Ufi Ruach" es va convertir en la primera cançó hebrea que es va emetre a la ràdio egípcia després de les converses de pau egipci-israelianes del 1977. Una altra de les seves cançons, "Ma Yafeh Hayom", s'ha convertit en un element bàsic de la litúrgia del dissabte del Moviment Reformista. El 1996 va publicar un llibre dels seus poemes anomenat "Divuit portes de festes i festes jueves". Un veritable home renaixentista, el seu ventall artístic era immens, des de vastes contribucions a la música litúrgica i klezmer jueva, fins a obres clàssiques serioses, a centenars de cançons populars i nombrosos poemes, escrits, documentals i comentaris.
Al llarg dels anys, Issachar Miron va rebre molts premis pel seu treball, inclòs el Premi Deems Taylor d'escriptura creativa de l'ASCAP i el Premi Israel Engel de música. La difunta Tsipora Miron, la seva estimada col·laboradora i estimada esposa de gairebé 71 anys, va ser una pianista i organista acomplerta. A Issachar Miron li sobreviuen les seves tres filles, Ruth Schleider, Shlomit Aviram i Miriam Lipton, a més de sis nets i tres besnets.

## Premis
- Premi Engel (Israel)
- Premi Kavod del Cantors Assembly of America
- Diverses medalles d'or i plata del Festival Internacional de Cinema i Televisió de Nova York ASCAP (el 2000)